# آنتیگونی رومپزی
آنتیگونی رومپزی (یونانی: Αντιγόνη Ρουμπέση؛ زادهٔ ۱۹ ژوئیه ۱۹۸۳) بازیکن زن واترپلو اهل یونان است.
وی در مسابقات کشوری و بین‌المللی در مجموع برندهٔ ۲ مدال طلا، ۳ مدال نقره شده‌است.